# کالیاکایر
کالیاکایر (به لاتین: Kaliakair) یک منطقهٔ مسکونی در بنگلادش است که در ناحیه قاضی‌پور واقع شده‌است. کالیاکایر ۳۱۴٫۱۴ کیلومتر مربع مساحت و ۲۳۲٬۹۱۵ نفر جمعیت دارد.